# Форміга (футболістка)
Міраілдес Масіель Мота або просто Форміга (порт.-браз. Miraildes Maciel Mota / Formiga; нар. 3 березня 1978, Салвадор, Баїя, Бразилія) — бразильська футболістка, півзахисниця клубу «Сан-Паулу» та національної збірної Бразилії. На професіональному рівні виступала за клуби зі Швеції та США. У складі збірної Бразилії рекордсменка за кількістю зіграних матчів, єдина футболістка з Бразилії, яка взяла участь у всіх олімпійських турнірах з періоду появи жіночого футболу на Олімпійських іграх 1996 року. Учасниця 7-ми жіночих чемпіонатів світу з футболу.

## Клубна кар'єра
Народилася в Салвадорі, у період, коли жінкам у Бразилії було заборонено грати у футбол.
Футболом розпочала займатися у 12-річному віці. Вона назвала Дунгу, капітана чоловічої збірної Бразилії, яка виграла чемпіонат світу 1994 року, тим футболістом, який найбільше вплинув на її стиль гри. Вона отримала прізвисько Форміга, що в перекладі з португальської мови означає мураха, отримала ще в підлітковому віці, завдяки своєму безкорисливому стилю гри, який нагадував колегам-гравчиням про те, як мурахи працювали разом у колонії.
Виступала в шведському Дамаллсвенскані за «Мальме», а також на батьківщині за «Сантиа-Ісабел» та «Саад». Виступала під першим порядковим номером на міжнародному драфті WPS 2008 року у нещодавно створеній Лізі професіонального жіночого футболу (WPS) у Сполучених Штатах, де її обрав клуб «Голд Прайд» з Санта-Клари, Каліфорнія. У своєму дебютному в новій команді сезоні 2009 року вийшла у стартовому складі «Голд Прайд» у 15-ти з 16-ти зіграних матчах. Наступного року разом зі співвітчизницею Крістіане виступала за «Чикаго Ред Старз». У 2011 році повернулвся на батьківщину, де уклалал договір з «Сан-Жозе». 3 січня 2012 року її віддали в оренду до «Америки Натал», разом з яким виграла чемпіонат штату Ріо-Гранде-ду-Сул. Після цього повернулася до «Сан-Жозе», разом з яким тричі вигравала жіночий кубок Лібертадорес та двічі кубок Брпазилії.
У 2017 році підписала контракт з клубом Першого дивізіону «Парі Сен-Жермен». Таким чином, вона відкрила Лігу чемпіонів і навіть брала участь з ПСЖ у фіналі вище вказаного турніру 2017 року, програвши в серії післяматчевих пенальті «Олімпіка» (Ліон). У 2018 році разом з ПСЖ виграла кубок Франції.
У 2020 році продовжила контракт ще на один рік, а в сезоні 2020/21 року 43-річна Форміга виграла чемпіонат Франції. Проте після цього повернулася до Бразилії, щоб завершити кар'єру гравчині та розпочати тренерську кар'єру.
8 червня 2021 року вона підписала контракт з «Сан-Паулу», розрахований до грудня 2022 року.

## Кар'єра в збірній

### Олімпійські ігри
Брала участь в Олімпійських іграх в Атланті 1996, Сіднеї 2000, Афінах 2004, Пекіні 2008, Лондоні 2012, Ріо 2016 та Токіо 2020, будучи єдиною футболісткою світу, яка брала участь у шести розіграшах Олімпійських іграх та єдиною, хто брав участь у вище вказаному виді спорту з тих пір, як його включили до олімпійської програми. Форміга досягла рекордної позначки, коли вийшла на поле проти збірної Китаю під час дебютного для Бразилії матчу на Олімпійських іграх 2016 року в Ріо. У 2021 році 43-річна гравчиня також побила рекорд як найстарший футболіст (як серед чоловіків, так і серед жінок), які брали участь в Олімпіаді. Поперердній рекорд також належав бразилійці, Мег. В Афінах та Пекіні була частиною команди, яка завоювала дві срібні медалі у жіночій збірній Бразилії.

### Пан-Американські ігри
На Панамериканських іграх виграв золото в Санто-Домінго 2003, Ріо 2007 та Торонто 2015, а також срібло в Гвадалахарі 2011.
На Панамериканських іграх 2015 року була прапороносцем збірної Бразилії на церемонії закриття турніру.

### Чемпіонат світу
Брала участь у семи чемпіонатах світу: Швеція 1995, США 1999, США 2003, Китай 2007, Німеччина 2011, Канада 2015 та Франція 2019. Завдяки цьому вона стала єдиним спортсменому у світі, яка брала участь як спортсменка у 7 чемпіонатах світу (як серед чоловіків, так і серед жінок).

### Чемпіонат Південної Америки
Одна з гравчинь, яка виграла чемпіонат Південної Америки 2010 року.

## Особисте життя
Форміга одружилася зі своєю партнеркою Ерікою Хесус у січні 2023 року. Пара вперше зустрілася у 1996 році, але розлучилася через обмежений прогрес у сфері прав ЛГБТ у Бразилії, що ускладнювало підтримку відкритих лесбійських стосунків на той час. Вони знову зустрілися у 2017 році.

## Досягнення

### Клубні
«Сан-Паулу»
- Кубок Бразилії
  -  Володар (1): 1997

- Ліга Пауліста
  -  Чемпіон (1): 1997

«Ботукату»
- Ліга Пауліста
  -  Чемпіон (1): 2008

«Сан-Жозе»
- Ліга Пауліста
  -  Чемпіон (3): 2012, 2014, 2015

- Кубок Бразилії
  -  Володар (2): 2012, 2013

- Кубок Лібертадорес
  -  Володар (3): 2011, 2013, 2014

- Клубний чемпіонат світу
  -  Володар (1): 2014

«Парі Сен-Жермен»
- Дивізіон 1
  -  Чемпіон (1): 2020/21[21]

- Кубок Франції
  -  Володар (1): 2017/18

- Літні Олімпійські ігри
  -  Срібний призер (2): 2004, 2008

- Кубок Південної Америки
  -  Володар (6): 1995, 1998, 2003, 2010, 2014, 2018

- Панамериканські ігри
  -  Чемпіон (3): 2003, 2007, 2015

### Індивідуальні
- Жіноча футбольна збірна КОНМЕБОЛ за версією IFFHS 2011—2020 років[22]
- Жіноча збірна сезону Дивізіону 1 за версією ФФФ (1): 2017/18[23]